# Dimmuborgir
Dimmuborgir (dimmu "fosc", "ciutats" borgir o "fortins", o "castells"), pronunciat [ˈd̥ɪmːʏˌb̥ɔrg̊ɪr̥] és una gran àrea de camps de lava amb forma insòlita a l'est de Mývatn a Islàndia. La zona de Dimmuborgir es compon de diverses coves volcàniques i formacions rocoses, que recorden una antiga ciutadella col·lapsada (d'aquí el nom). Les estructures formades són una de les atraccions turístiques naturals més populars d'Islàndia.

## Formació

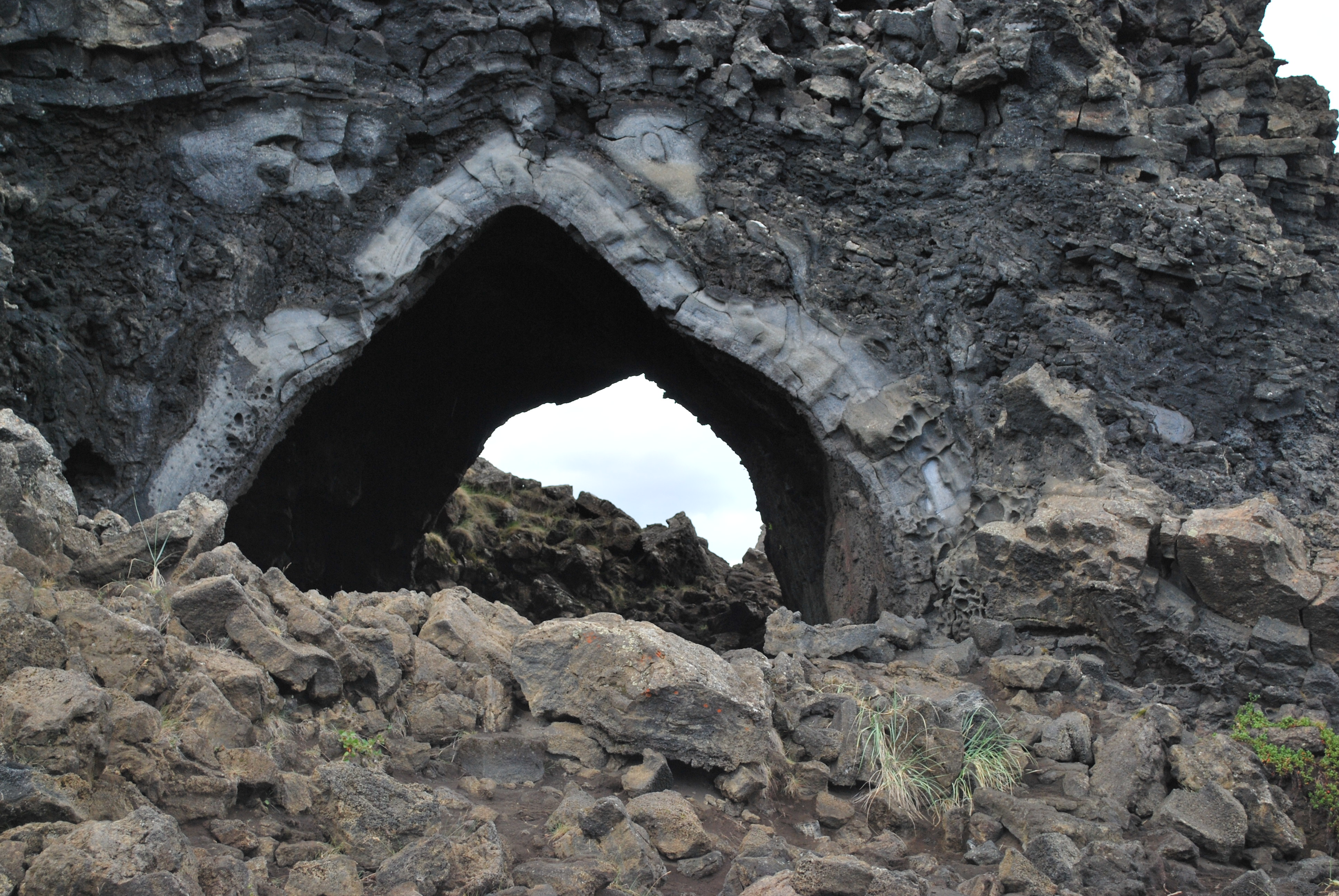
Kirkjan ("l'Església"), estructura de tub de lava a Dimmuborgir

La zona de Dimmuborgir consta d'un massís tub de lava col·lapsat format per un llac de lava que surt d'una gran erupció a la fila del cràter de Þrengslaborgir i Lúdentsborgir cap a l'est, fa uns 2300 anys. A Dimmuborgir, la lava es va reunir sobre un petit llac. A mesura que la lava circulava per l'aigua humida, l'aigua del pantà començà a bullir, el vapor que pujà a través de la lava formà pilars de lava des de la mida de la canaleta fins a diversos metres de diàmetre. A mesura que la lava continuava fluint cap al sòl inferior a la zona de Mývatn, l'escorça superior es va ensorrar, però els pilars buits de lava solidificada es van mantenir. El llac de lava devia tenir almenys 10 metres de fondària, segons es calcula per les estructures més altes que encara queden en peu.
La superfície de flux de lava roman en part intacta al voltant de la zona de Dimmuborgir, de manera que el Dimmuborgir se situa per sota de la superfície circumdant. La zona es caracteritza per grans estructures similars a les cèl·lules o a la cambra formades al voltant de bombolles de vapor, i alguns pilars de lava formant el peu. Algunes de les cambres i les bases dels pilars són prou grans per allotjar humans, donant lloc al terme "castells" (borgir).

## Dimmuborgir en la cultura popular

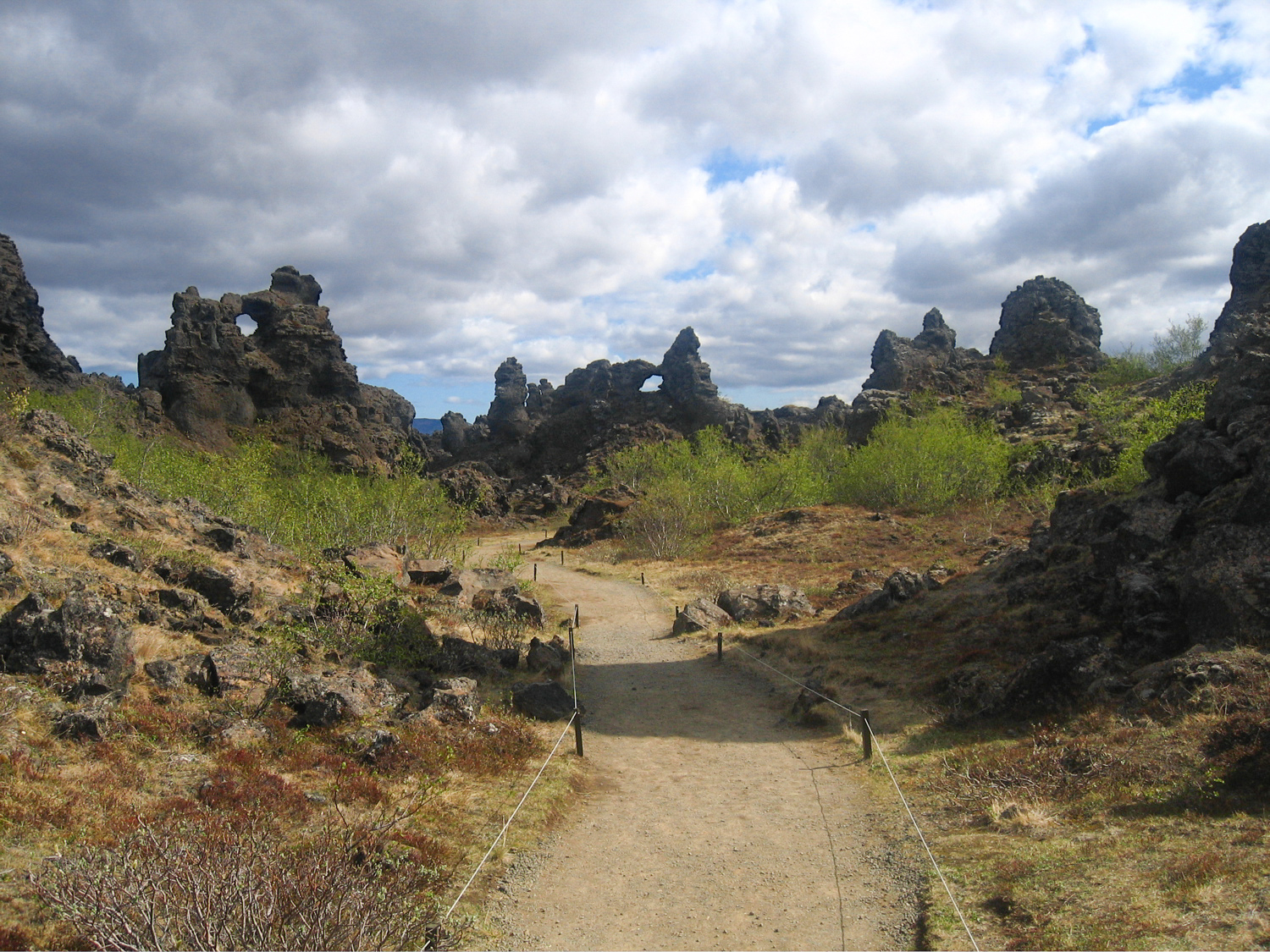
Dimmuborgir, els "Castells Foscos"

Al folklore islandès, es diu que Dimmuborgir connecta la terra amb les regions infernals. A la tradició cristiana nòrdica, també es diu que Dimmuborgir és el lloc on Satanàs va aterrar quan va ser expulsat del cel i va crear l'aparent "Helvetes katakomber", que és l'indret de la mitologia noruega per a "Les catacumbes de l'infern".
Dimmuborgir va ser utilitzat com a lloc de rodatge per a la sèrie de televisió de fantasia Joc de Trons d'HBO. Dimmuborgir forma el rerefons del camp salvatge de Mance Rayder .
La banda simfònica noruega de black metal Dimmu Borgir rep el nom de la regió de Dimmuborgir.